# Nemanja Vučićević
Nemanja Vučićević (in serbo Немања Вучићевић?; Belgrado, 11 agosto 1979) è un ex calciatore serbo, di ruolo attaccante.

## Carriera
Ha giocato nella massima serie del campionato serbo-montenegrino, russo, tedesco, israeliano, greco, cipriota, turco e giapponese. Conta 14 presenze nelle competizioni internazionali per club europei.

## Palmarès

### Club

#### Competizioni nazionali
- Campionato russo: 1

Lokomotiv Mosca: 2002